# Valère Ollivier
Pour les articles homonymes, voir Ollivier.
Valère Ollivier, né le 28 septembre 1921 à Roulers et mort le 10 février 1958 à Roulers est un coureur cycliste belge. Il est professionnel entre 1943 à 1955.

## Palmarès
- 1942
  -  Champion de Belgique sur route juniors
  - 2e de Paris-Évreux
- 1943
  - Bruxelles-Liège
- 1945
  - Kuurne-Bruxelles-Kuurne
- 1946
  - 2e de Bruxelles-Izegem
- 1947
  - Circuit du Houtland-Torhout
  - Circuit des Trois Provinces (Avelgem)
- 1948
  - Gand-Wevelgem
  - 3e du Grand Prix du 1er mai
- 1949
  -  Champion de Belgique sur route
  - 3e et 11e étapes du Tour d'Afrique du Nord
  - Grand Prix Marcel Kint
  - 2e de Kuurne-Bruxelles-Kuurne
  - 2e du Tour des Flandres
  - 2e du Circuit des régions flamandes
  - 2e du Grand Prix de l'Escaut
  - 2e du Grand Prix de l'Équipe
- 1950
  - Kuurne-Bruxelles-Kuurne
  - 2e étape du Tour de Belgique
  - Gullegem Koerse
  - Grand Prix Marcel Kint
  - 2e du Circuit du Houtland
  - 3e du championnat de Belgique sur route
  - 7e du Tour des Flandres
- 1951
  -  Champion d'Europe de l'américaine (avec Albert Sercu)
  - Circuit des Ardennes flamandes - Ichtegem
  - Circuit des monts du sud-ouest
  - 3e de la Nokere Koerse
  - 10e du Tour des Flandres
  - 10e de Liège-Bastogne-Liège
- 1952
  - Circuit du Houtland-Torhout
  - Anvers-Genk
  - Hoeilaart-Diest-Hoeilaart
  - 2e du Circuit des régions flamandes
  - 8e du Tour des Flandres
- 1953
  - 3ea étape de Paris-Nice
  - Circuit des monts du sud-ouest
  - Bruxelles-Izegem
  - 2e du Grand Prix Briek Schotte
  - 3e de Milan-San Remo
  - 3e de Mandel-Lys-Escaut
  - 3e de la Ruddervoorde Koerse
  - 3e du Grand Prix Marcel Kint
  - 10e du Tour des Flandres
- 1954
  - Circuit des monts du sud-ouest
  - Bruxelles-Ingooigem
  - 2e du Grand Prix Marcel Kint
  - 3e du Grand Prix Briek Schotte
  - 8e du Tour des Flandres
- 1955
  - 1re étape du Tour du Maroc